# Interstate '82
Interstate '82 es un videojuego combate vehicular desarrollado y publicado por Activision para Microsoft Windows en noviembre de 1999.

## Jugabilidad
El juego es menos complejo que su predecesor, Interstate '76, y carece de la gestión detallada de armaduras y armas del original. Su estilo de juego es más cercano a los juegos de combate vehicular basados en consola como Twisted Metal, con una sola barra de salud que muestra tanto la armadura como la fuerza del chasis, a diferencia de  Sistema de fuerza de armadura/chasis del '76'. Los modelos de vehículos se han actualizado para reflejar el cambio de era y, en general, el juego tiene una sensación de new wave, con varias canciones Devo inéditas en la banda sonora, a diferencia de al estilo inspirado en funk del primer juego.
Interstate '82 presenta un modo historia como su predecesor, con una nueva opción: el jugador puede salir de un vehículo y entrar en otro, agregando algo de estrategia a la historia del juego. Otra nueva incorporación es la capacidad de abrir los nuevos modelos de vehículos.

## Ambientación
El juego está ambientado en el suroeste de Estados Unidos en una versión alternativa del año 1982, durante la administración Reagan.

## Recepción
| Recepción |              |
| --- | ------------ |
| Puntuaciones de reseñas Evaluador Calificación GameRankings 62% [ 2 ] Puntuaciones de críticas Publicación Calificación Computer Games Strategy Plus [ 3 ] Computer Gaming World [ 4 ] Eurogamer 6/10 [ 5 ] GamePro [ 6 ] Game Revolution B [ 7 ] GameSpot 6.2/10 [ 8 ] GameSpy 81% [ 9 ] GameZone 7/10 [ 10 ] IGN 6.9/10 [ 11 ] PC Gamer EEUU 68% [ 12 ] |              |
| Puntuaciones de reseñas |              |
| Evaluador | Calificación |
| GameRankings | 62%          |
| Puntuaciones de críticas |              |
| Publicación | Calificación |
| Computer Games Strategy Plus | [ 3 ]        |
| Computer Gaming World | [ 4 ]        |
| Eurogamer | 6/10         |
| GamePro | [ 6 ]        |
| Game Revolution | B            |
| GameSpot | 6.2/10       |
| GameSpy | 81%          |
| GameZone | 7/10         |
| IGN | 6.9/10       |
| PC Gamer EEUU | 68%          |

El juego recibió críticas un poco más mixtas que el original según el sitio web de agregación de reseñas GameRankings. Eric Bratcher de NextGen dijo: "Aquellos que no estaban prestando atención en ese momento pueden pasar por alto algunos de los guiños de los 80, pero el juego sigue siendo divertido".